# اعتلال الأعصاب النشواني العائلي
اعتلال الأعصاب النشواني العائلي، يُسمى أيضًا الداء النشواني المرتبط بالترانسثيريتين، يُختصر أيضًا بATTR (شكل وراثي)، أو مرض كورينو دي أندرادي، هو مرض وراثي جسمي سائد تنكسي عصبي. يعد شكلًا من أشكال الداء النشواني، شُخص ووُصف لأول مرة من قبل طبيب الأعصاب البرتغالي ماريو كورينو دي كوستا أندرادي، في عام 1952. يختلف اعتلال الأعصاب النشواني العائلي عن الداء النشواني الجهازي الشيخوخي، وهو مرض غير وراثي، عُدّ السبب الرئيسي لوفاة 70% من المعمرين الفائقين الذين شُرحت جثثهم. يمكن تحسين حالة اعتلال الأعصاب النشواني العائلي عن طريق زراعة الكبد.

## مظاهر المرض
تظهر الأعراض عادةً بين سن 20 و 40، وتشمل الألم والمذل والضعف العضلي وخلل الوظائف المستقلة. في المراحل النهائية، تتأثر الكلى والقلب. يتميز اعتلال الأعصاب النشواني العائلي بالترسيب الجهازي للمتغيرات نشوانية المنشأ لبروتين الترانسثيريتين، خاصةً في الجهاز العصبي المحيطي، ما يسبب اعتلال أعصاب متعدد حسي وحركي مترقي.

## السبب
ينتج اعتلال الأعصاب النشواني العائلي عن طفرة في جين الترانسثيريتين (TTR) الموجود على الصبغي البشري 18. يعد استبدال الفالين بالميثيونين في الموقع 30 (TTR V30M) الطفرة الأكثر شيوعًا في اعتلال الأعصاب النشواني العائلي. يعد بروتين الترانسثيريتين رباعي القسيمات. يجب أن ينفصل رباعي القسيمات إلى مونومرات متشابكة تتجمع لتشكل مجموعة متنوعة من البنى بما في ذلك الألياف النشوانية. نظرًا لأن معظم المرضى متغايري الزيجوت، يورثون كلا نوعي الوحدات الفرعية لTTR الطافرة والبرية.
ينتقل اعتلال الأعصاب النشواني العائلي بوراثة جسمية سائدة. هذا يعني أن الجين الطافر المسؤول عن الاضطراب يوجد على صبغي جسمي (الصبغي 18 هو صبغي جسمي)، وأن نسخة واحدة فقط من الجين الطافر تكفي للإصابة بالمرض، عندما تُورث من أحد الوالدين المصاب به.

## التشخيص
يُشتبه سريريًا باعتلال الأعصاب النشواني العائلي بناءً على التاريخ العائلي للاعتلال العصبي والفحص البدني الذي يظهر أعراض الاعتلال العصبي. يمكن إجراء التشخيص باستخدام الفحوصات الجينية لتحديد الطفرات في الجين TTR، لكن قد يشمل فحوصات داعمة أخرى. يُظهر فحص التوصيل العصبي عادةً اعتلال أعصاب محيطي، مع إصابة الأعصاب الحسية أكثر من المحركة. قد تظهر أيضًا اعتلالات الأعصاب الأحادية المتراكبة، مثل اعتلال العصب الأحادي المتوسط في الرسغ (متلازمة النفق الرسغي). قد يظهر تخطيط كهربائية العضل دليلًا على حالات مزمنة من زوال التعصيب وإعادة التعصيب. يمكن أن يكشف فحص الوظائف المستقلة، بما في ذلك اختبار العرق الكمي، عن إصابة الجهاز العصبي الذاتي. في بعض الأحيان، يمكن أخذ خزعة من الجلد أو الأعصاب أو العضلات، والتي قد تظهر علامات إزالة التعصيب وترسب النشوانيات استجابةً للأجسام المضادة لـTTR. يجب إجراء فحوصات إضافية لتحديد مدى إصابة القلب أو الكلى.

## العلاجات
وافقت أوروبا على دواء تافاميديس لعلاج اعتلال الأعصاب النشواني العائلي المرتبط بالترانسثيريتين في أوروبا. وجدت الدراسات أنه يؤخر ظهور المشاكل العصبية عند بدء العلاج به مبكرًا. رفضت اللجنة الاستشارية لأدوية الجهاز العصبي المحيطي والمركزي التابعة لإدارة الغذاء والدواء الأمريكية العقار في يونيو 2012، بنتيجة 13 صوتًا مقابل 4 أصوات. ذكرت اللجنة أنه لا توجد أدلة كافية تدعم فعالية الدواء، وطلبت تجارب سريرية إضافية.
في أغسطس عام 2018، وافقت إدارة الغذاء والدواء الأمريكية على باتيسيران، وهو دواء يعتمد على حمض نووي ريبوزي متداخل صغير، بتكلفة متوقعة تصل إلى 450 ألف دولار سنويًا.

## الإنذار
في حالة عدم إجراء زراعة كبد، دائمًا ما يؤدي اعتلال الأعصاب النشواني العائلي إلى الموت، عادةً في غضون 10 سنوات. مشكلة زراعة الكبد هي أن نحو 10% من المرضى يموتون بسبب هذا الإجراء أو المضاعفات الناتجة عنه، وهو شكل من أشكال العلاج الجيني يُستبدل فيه الكبد الذي يعبر عن النمطين البري والطافر لTTR بكبد يعبر فقط عن النمط البري لTTR. بالإضافة إلى ذلك، يجب على المرضى الذين خضعوا لزراعة كبد أن يتناولوا مثبطات المناعة (الأدوية) طوال حياتهم، ما قد يؤدي إلى مضاعفات إضافية. في أواخر عام 2011، وافقت وكالة الأدوية الأوروبية على المثبت الحركي للترانسثيريتين، تافاميديس أو فينداكيل، الذي اكتشفه جيفري دبليو. كيلي وطورته شركة فولد أر إكس الدوائية (استحوذت عليها شركة فايزر في عام 2010) لعلاج اعتلال الأعصاب النشواني العائلي بناءً على بيانات التجارب السريرية. أبطأ تافاميديس (20 ملغ مرة واحدة يوميًا) ترقي اعتلال الأعصاب النشواني العائلي خلال فترة 36 شهرًا وعكس أعراض فقدان الوزن والهزال العضلي المرتبطة بتطور المرض.

## الوبائية
يعد هذا المرض مستوطنًا في المدن البرتغالية بوفوا دي فارزيم وفيلا دو كوندي، إذ يوجد أكثر من 1000 شخص مصاب، ينتمون إلى نحو 500 عائلة، ويصاب 70% من الناس بالمرض. أظهرت فحوصات جميع العائلات البرتغالية نفس النمط الفرداني (النمط الفرداني I) المرتبط بطفرة Met 30. في شمال السويد، وبالتحديد سكيلفتيا (يُطلق عليه محليًا مرض سكيلفتيا)، يملك 1.5% من السكان الجين الطافر. هناك العديد من السكان في العالم يظهر عليهم المرض بعد أن يتطور لديهم بشكل مستقل.